# Mike Bryan
Pour les articles homonymes, voir Bryan.
Pour un article plus général, voir Bob et Mike Bryan.
Ne pas confondre avec Bob Bryan, son frère jumeau, également joueur de tennis.
Michael Carl Bryan dit Mike Bryan, né le 29 avril 1978 à Camarillo, est un joueur américain de tennis, professionnel de 1998 à 2020.
Il forme avec son frère  jumeau monozygote Bob Bryan la paire de double la plus prolifique de l'histoire du tennis. Ils ont en effet remporté 119 tournois ensemble dont 16 titres du Grand Chelem et quatre Masters Cup, ce qui constitue le record de titres remportés par une même équipe, devant les Woodies (61 titres).
En 2018, associé à son compatriote Jack Sock, Mike Bryan décroche à Wimbledon et à l'US Open ses 17e et 18e sacres dans un tournoi majeur puis le Masters. Ces bonnes performances lui permettent de décrocher un 12e titre de champion du monde en double. 
Les frères Bryan ont atteint la première place mondiale en double pour la première fois le 8 septembre 2003 et ont été présents à cette place chaque saison depuis cette date jusqu'en 2015. Cette régularité leur a valu d'être désignés par l'ATP équipe de la décennie 2000-2009 et de remporter onze titres de champions du monde de double (de 2003 à 2007 et de 2009 à 2014). En Coupe Davis, ils n'ont perdu que quatre fois pour 23 victoires et ont contribué à la victoire des États-Unis en 2007.
Aux Jeux olympiques, ils ont remporté pour les États-Unis une médaille de bronze en 2008 et une médaille d'or en 2012.
Mike Bryan détient le record du nombre de titres remportés en double par un joueur (124) et il est le joueur ayant occupé le plus longtemps le rang de numéro un mondial dans cette spécialité, soit 506 semaines, devant son frère Bob (439). Il a également gagné quatre titres du Grand Chelem en double mixte, mais n'a jamais brillé en simple.

## Biographie
Plus vieux de seulement deux minutes que son frère Bob, Mike Bryan est le fils de Wayne et Kathy Bryan, le premier ayant été joueur de tennis de niveau universitaire et la seconde de niveau international.
Marié en 2012 à la britannique Lucille Williams, il divorce en 2017. Il est depuis en couple avec Nadia Murgasova et a un fils, né en 2020. Ils résident à Wesley Chapel en Floride.
Mike Bryan se distingue de son frère par sa qualité de retour de service et par sa solidité à la volée.

## Carrière

### En junior
Mike Bryan a remporté son premier tournoi avec son frère à l'âge de 6 ans. Ils ont détenu de nombreux titres de champion des États-Unis dans toutes les catégories d'âge. Lors de son passage sur le circuit junior de l'ITF, il n'obtient pas de résultats significatifs en simple et connait pour meilleur classement une 84e place mondiale. En double, il atteint le 22e rang notamment grâce à un second titre aux championnats de l'USTA et à l'US Open en 1996 avec son frère.
Il fait ses études à Stanford grâce à une bourse et remporte deux titres NCAA 1997 et 1998.

### Carrière individuelle
Mike Bryan participe à son premier tournoi ATP à Indianapolis en 1997 où il perd au premier tour face à Thierry Champion. En 1999, il atteint la demi-finale du tournoi Challenger de Hong Kong après avoir battu son frère au second tour. En 2000, il atteint le deuxième tour du tournoi de Delray Beach et les demi-finales en Challenger à Armonk. En 2001, il est battu par James Blake en demi-finale à Waikoloa. En août, il se qualifie à l'US Open, il mais il est sèchement battu au premier tour par Andre Agassi (6-4, 6-1, 6-0). Il réalise son dernier résultat notable au Queen's en 2002, où il écarte Cédric Pioline, puis se consacre au jeu de double avec son frère. En 2003, il parvient toutefois jusqu'en huitièmes de finale à Washington. En 2007, il remplace Mardy Fish lors d'une match de World Team Cup.

## Records en double
Ces records concernent les performances pour une équipe de double masculine depuis le début de l'ère Open :
- Grand Chelem et titre olympique en carrière - record partagé avec les Woodies
- Grand Chelem en carrière - record partagé avec les Woodies, Eltingh/Haarhuis et Mahut/Herbert
- Grand Chelem doré sur 2 années calendaires (JO de Londres 2012, US Open 2012, Open d'Australie 2013 et Roland Garros 2013)
- Nombre de titres du Grand Chelem : 16
- Nombre de finales du Grand Chelem : 30
- Nombre d'années consécutives en remportant au moins un Grand Chelem : 10 (2005-2014)
- Nombre de finales de Grand Chelem consécutives : 7 (de l'Open d'Australie 2005 à Wimbledon 2006)
- Nombre de titres à l'Open d'Australie : 6 (2006, 2007, 2009, 2010 , 2011 et 2013)
- Nombre de titres à l'US Open : 5 (2005, 2008, 2010, 2012 et 2014)
- Nombre de titres remportés : 119
- Nombre de finales disputées : 178
- Nombre de Masters 1000 remportés : 39
- Nombre de semaines co-numéros 1 mondiaux : 438
- Nombre de saisons terminées à la 1re place mondiale : 10 (en 2003, de 2005 à 2007 et de 2009 à 2014)
- Nombre de titres de champions du monde : 11 (de 2003 à 2007 et de 2009 à 2014)
- Career Golden Masters (victoire dans les 9 tournois Masters 1000)
- Nombre d'années consécutives en remportant au moins un titre : 20 (2001-2020)
- Victoires sur le circuit ATP : 1108

Mike Bryan possède également les records suivants en double messieurs :
- Nombre de titres du Grand Chelem : 18
- Nombre de titres remportés : 124
- Nombre de semaines numéro 1 mondial : 506
- Nombre de saisons terminées à la 1re place mondiale : 11 (en 2003, de 2005 à 2007, de 2009 à 2014 et en 2018)
- Numéro 1 mondial le plus âgé à 41 ans

## Palmarès

### En double messieurs
| 124 titres en double | 18 G. Chelem | 18 G. Chelem | 18 G. Chelem | 18 G. Chelem | 5 Masters  | 5 Masters  | 5 Masters    | 5 Masters    | 39 Masters 1000 | 39 Masters 1000 | 39 Masters 1000 | 39 Masters 1000 | 14 ATP 500          | 14 ATP 500          | 14 ATP 500          | 14 ATP 500          | 47 ATP 250          | 47 ATP 250          | 47 ATP 250     | 47 ATP 250     | 1 JO           | 1 JO           | 1 JO           | 1 JO           |
| 124 titres en double | 78 sur dur   | 78 sur dur   | 78 sur dur   | 78 sur dur   | 78 sur dur | 78 sur dur | 15 sur gazon | 15 sur gazon | 15 sur gazon    | 15 sur gazon    | 15 sur gazon    | 15 sur gazon    | 28 sur terre battue | 28 sur terre battue | 28 sur terre battue | 28 sur terre battue | 28 sur terre battue | 28 sur terre battue | 3 sur moquette | 3 sur moquette | 3 sur moquette | 3 sur moquette | 3 sur moquette | 3 sur moquette |